# Backlash (pel·lícula)
 Backlash és una pel·lícula estatunidenca dirigida per John Sturges i estrenada el 1956.

## Argument
Jim Slater mai no ha conegut el seu pare. Sap que aquest va ser massacrat en una emboscada pels Apaches. S'assabenta que un home ha sobreviscut. Jim es posa a la recerca del supervivent. El troba sota el nom de Jim Bonniwell. Aquest és de fet un antic bandit que ha abandonat els seus còmplices en l'atac i ha fugit amb l'or. Però quan Jim Slater es troba cara a cara amb ell, un estrany pressentiment l'envaeix...

## Repartiment
- Richard Widmark: Jim Slater
- Donna Reed: Karyl Orton
- William Campbell: Johnny Cool
- John McIntire: Jim Bonniwell
- Barton MacLane: Sergent George Lake
- Harry Morgan: Tony Welker
- Robert J Wilke: Jeff Welker
- Roy Roberts: Major Carson
- Jack Lambert: Mike Benton
- Edward Platt: Xèrif Marson
- Robert Foulk: Xèrif Olson